# Costa de Mur
La Costa de Mur és una costa de muntanya del terme municipal de Castell de Mur, dins de l'antic terme de Mur, al Pallars Jussà, en terres del poble de Vilamolat de Mur, però en el coster que davalla des de Miravet.
Està situada al nord-est de Miravet i al sud-est de Vilamolat de Mur, al nord del Pla del Roure, al nord-oest de les Ribes i al sud-oest de Cordillans.